# ザダル

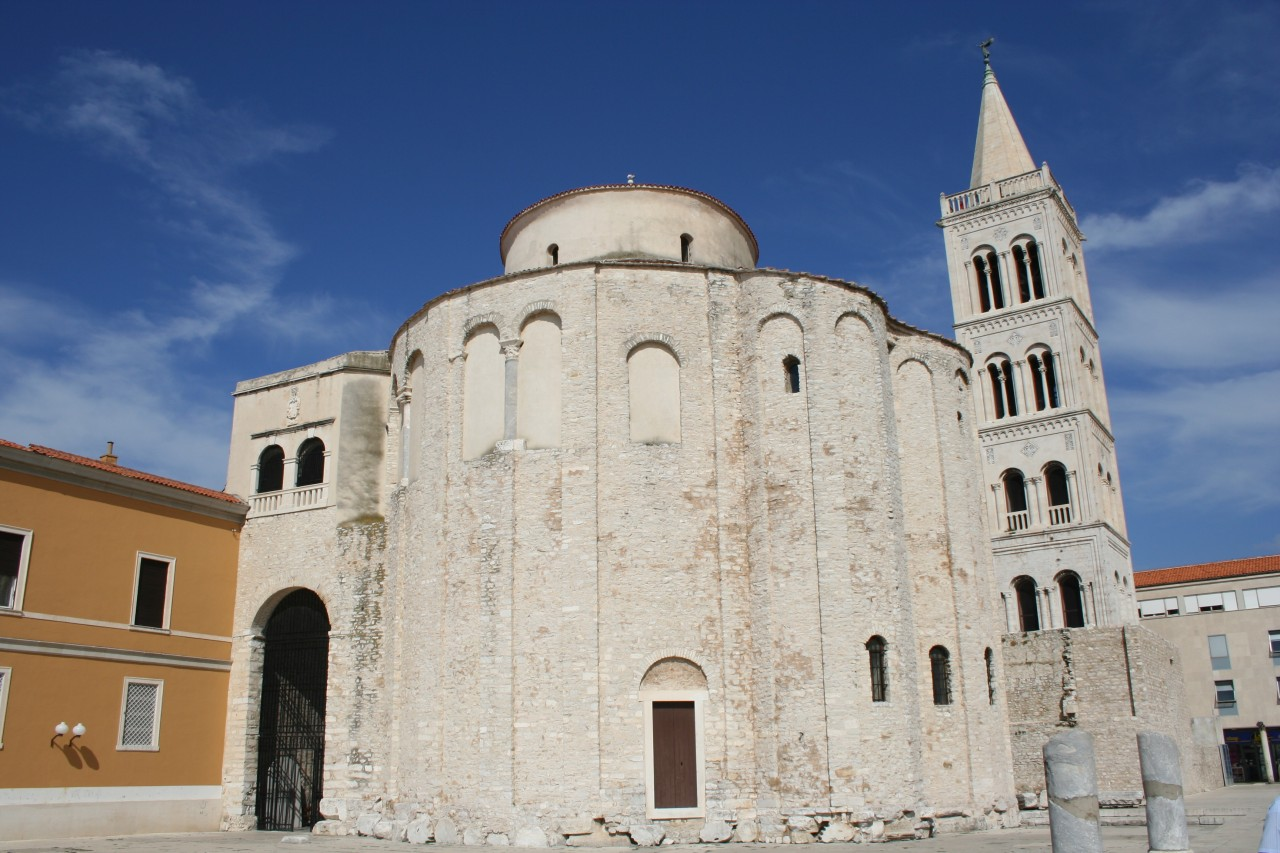
ローマ時代の広場から見た聖ドナット教会

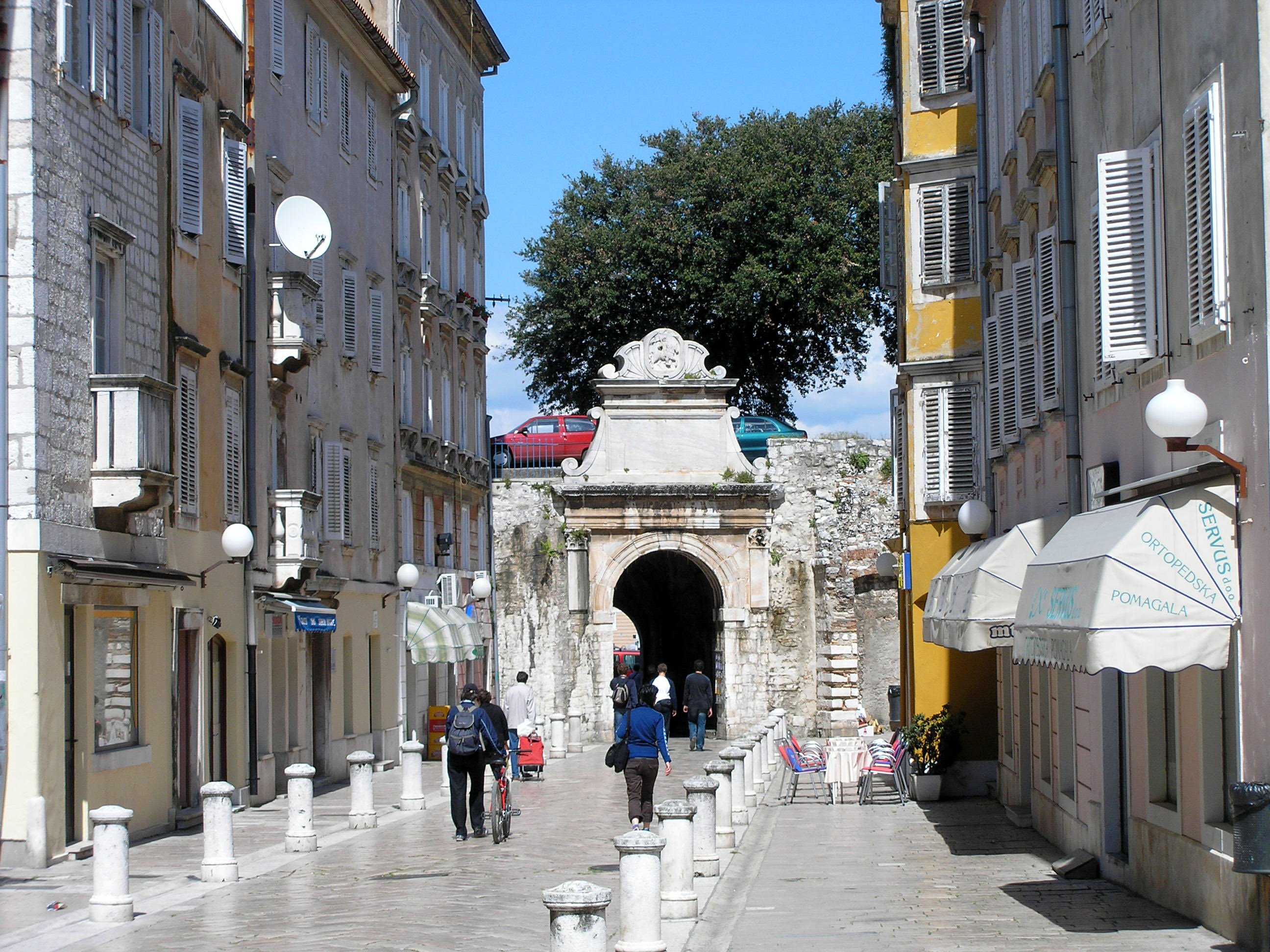
海の門

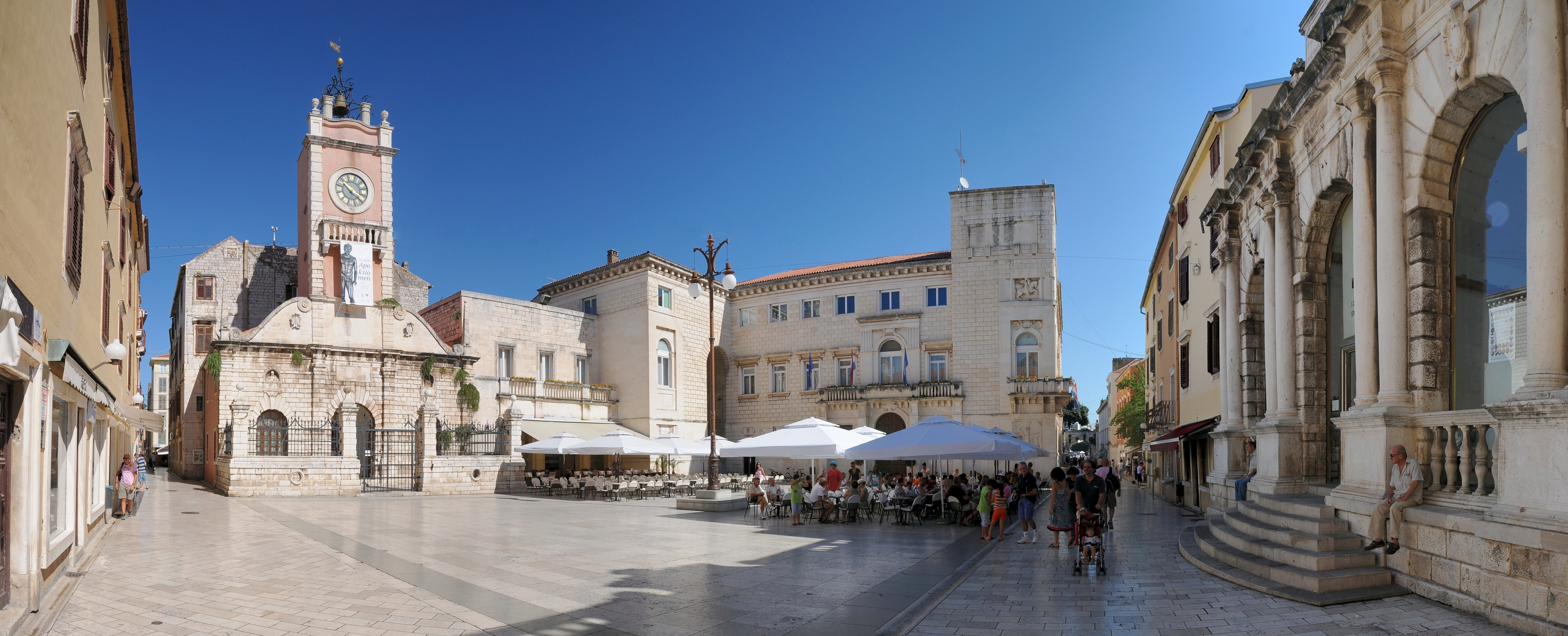
市庁舎

ザダル (クロアチア語: Zadar、イタリア語: Zara、ギリシア語: Ίδασσα (Idassa), Ιαδειρα (Iàdeira)) は、クロアチア西部、ダルマチア地方の都市。約115キロメートルほど南東にスプリトが位置している。

## 歴史
紀元前9世紀ころより、イリュリア人の集落が形成されており、徐々に都市へと発展していった。前4世紀にはヤデル (Iader) と称されていた。ローマが前3世紀ごろより地中海世界の征服を本格化させ、前1世紀までにこの地を征服し、ローマ風の都市が建てられた。多くの建造物は現存していないが、中央広場付近にローマ時代の柱が残されている。地勢上、カトリック世界と東ローマ世界の中間点付近に位置していたため、中世になるとフランク王国や東ローマ帝国の影響下におかれた。その後、10世紀よりクロアティアに編入された。12世紀後半にハンガリー王国が領有するが、1202年、第4回十字軍を事実上率いていたヴェネツィア共和国に占領され、街は破壊と略奪に見舞われた（ザラ包囲戦）。その後、ヴェネツィアはこの地を中継地として東ローマ帝国のコンスタンティノープルを陥落させ、東地中海の商業覇権を握ることになった。
1797年、ナポレオンによりヴェネツィア共和国が滅亡し、カンポフォルミオの和約の結果、他のヴェネツィア領と同様にフランスからオーストリアに譲渡された。1805年のプレスブルクの和約ではイタリア王国の一部となる。ナポレオンの失脚後は、オーストリア帝国に分配された。第一次世界大戦でオーストリア・ハンガリー帝国が敗れたため、新たに建国されたユーゴスラヴィア王国の一部となるが、1920年のラパッロ条約によりイタリア王国に譲渡された。第二次世界大戦後の1947年、イタリアと連合国の平和条約でユーゴスラヴィア領となる。1991年のクロアチア独立後はクロアチア領となる。独立に伴うクロアチア独立戦争では、セルビア軍の攻撃で大きな打撃を受けたが、その後復興が進んだ。
ザダルの防衛施設群は、世界遺産「16世紀から17世紀のヴェネツィアの防衛施設群:スタート・ダ・テッラと西スタート・ダ・マール」の構成要素として登録された（ID1533）。

## 観光
- 聖ドナット教会
- 聖ストシャ大聖堂
- 聖クルシェヴァン教会
- 聖母マリア教会
- キリスト教美術博物館
- 考古学博物館
- 海の門

## 著名な出身者
- ゲオルク・フォン・トラップ - オーストリアの軍人
  - サウンド・オブ・ミュージックのモデルにもなった。
- ルカ・モドリッチ - サッカー選手 （クロアチア代表）
  - 2018年にはクロアチア人初となるバロンドールにも選ばれた[1]。
- ダニエル・スバシッチ - サッカー選手 （元クロアチア代表）
  - 2017年、リーグ・アンにて最優秀GK賞を受賞。
- ドミニク・リヴァコヴィッチ - サッカー選手 （クロアチア代表）
- ダド・プルショ - 元サッカー選手 （元クロアチア代表）
- ゴラン・レルジッチ - 総合格闘家
- ゾラン・プリモラッツ - 卓球選手

## 姉妹都市
- パドヴァ、イタリア
- ダンディー、スコットランド
- レッジョ・エミリア、イタリア
- ロマン＝シュル＝イゼール、フランス
- フュルステンフェルトブルック、ドイツ
- セーケシュフェヘールヴァール、ハンガリー
- イキケ、チリ
- バンスカー・ビストリツァ、スロヴァキア